# Лаулау

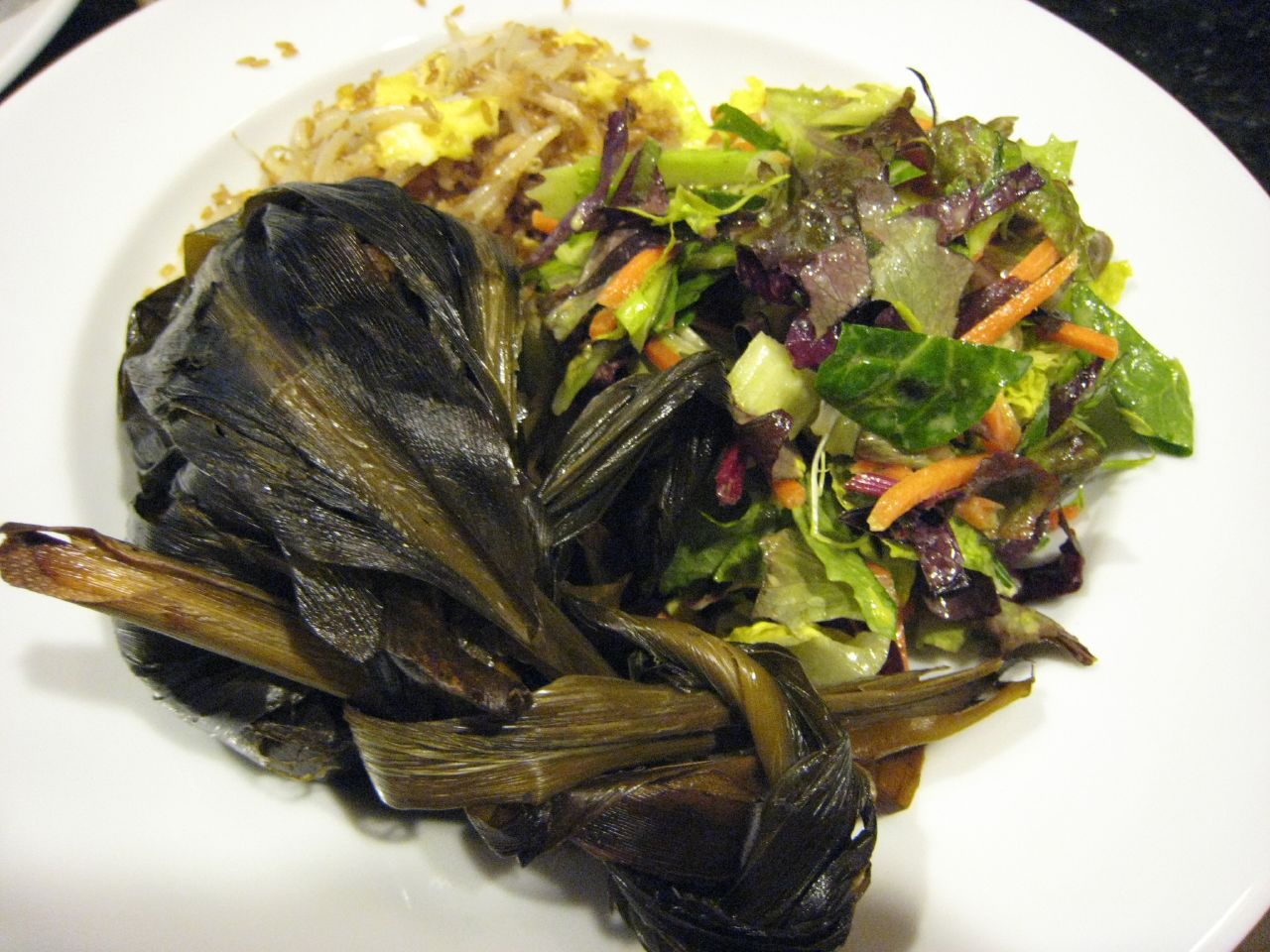
Порція свинячого лаулау

Лаулау — гавайська страва, традиційно складалася зі свинини, обгорнутої в Луау або листя колоказія.
У старих Гаваях лаулау готувалося так: шматочки свинини або риби загортали в листя Луау. Потім лаулау поміщали в підземну піч Калуа. Потім на страву клали гарячі камені, загорнуті в бананове листя, і воно знову відправлялося в піч. Через кілька годин лаулау було готово.
Сьогодні, лаулау готують з колоказії, солоної риби, а також свинини, яловичини або курчати. Лаулау часто використовують як гарячу страву на ланч і зазвичай подають з рисом або макаронним салатом.
Аналогічні полінезійські страви можуть мати в складі відварну солонину, креветки, вугра в різних комбінаціях.